# Дебютный регламент Соосырва
Дебютный регламент Соосырва — один из наборов правил выставления первых пяти ходов в рэндзю. Был предложен эстонским игроком Антсом Соосырвом. Этот регламент имеет расширение, дебютный регламент Соосырва-N.

## Правила
Последовательность ходов, подразумеваемых правилом, такова.
- Первый игрок (временные черные) ставит один из 26 канонических дебютов.
- Его оппонент имеет право на смену цвета.
- Игрок, получивший белый цвет, ставит 4 камень в любой незанятый пункт и объявляет, сколько вариантов пятого хода должно быть предложено в партии, это число может быть от 1 до 4.
- Его оппонент имеет право на смену цвета.
- Игрок, получивший черный цвет, выставляет столько пятых ходов, сколько было объявлено ранее. Ходы, приводящие к позициям, симметричным друг другу без учёта расстояний до краев доски, запрещены.
- Игрок, получивший белый цвет, выбирает один 5-й ход из предложенных и делает шестой ход.

## Краткое описание
Это правило дает среднее разнообразие новых играбельных вариантов в значительном числе дебютов, особенно белоцветных, но дебюты, очень сильные за черных (такие как 2В, 2Д, 4Д, 4В и др.), остаются невозможными. Для решения этой проблемы было предложено и сертифицировано Международной федерацией рэндзю расширение этого регламента, дебютный регламент Соосырва-N

## Турниры, проводившиеся с использованием регламента
Этот дебютный регламент использовался на чемпионате Европы 2008 года и в ряде менее значительных международных соревнований.